# Dedicated to Chaos
Dedicated To Chaos est le douzième album studio du groupe de metal progressif américain Queensrÿche. Il est paru en juin 2011.

Chansons de l'album
```
N° Titre

 1. Get Started 3:32
 2. Hot Spot Junkie 3:57
 3. Got It Bad 3:45
 4. Around The World 5:09
 5. Higher 4:00
 6. Retail Therapy 4:12
 7. At the Edge 6:02
 8. Broken 3:50
 9. Hard Times 5:31
10. Drive 4:52
11. I Believe 3:28
12. Luvnu 3:52
13. Wot We Do 3:44
14. I Take You 3:49
15. The Lie 4:17
16. Big Noize 6:34
```